# Copa de la Paz 2003
La Copa de la Paz 2003 o también llamada Peace Cup 2003 fue la primera edición de este torneo futbolístico veraniego solidario. La edición de este año fue se disputó en Corea del Sur y participaron ocho equipos de diversas partes del mundo. Fue ganada por el PSV Eindhoven quien venció por 1 a 0 en la final al Olympique de Lyon.

## Diseño de la competición
El torneo comenzó con una fase de grupos compuesta por 2 grupos de 4 equipos cada uno. El líder de cada grupo se enfrentó con el otro líder del grupo de los cuales surgió la final.

## Sedes
| Ciudad  | Estadio                        | Capacidad |
| ------- | ------------------------------ | --------- |
| Seúl    | Estadio Mundialista de Seúl    | 66.806    |
| Suwon   | Estadio Mundialista de Suwon   | 43.288    |
| Daejeon | Estadio Mundialista de Daejeon | 40.400    |
| Busan   | Estadio Asiad de Busan         | 53.864    |
| Ulsan   | Estadio Mundialista de Ulsan   | 44.466    |
| Jeonju  | Estadio Mundialista de Jeonju  | 42.477    |

## Resultados

### Primera fase

#### Grupo A
| Equipo                | Pts. | PJ | PG | PE | PP | GF | GC | Dif. |
| --------------------- | ---- | -- | -- | -- | -- | -- | -- | ---- |
| Olympique de Lyon     | 6    | 3  | 2  | 0  | 1  | 4  | 2  | +2   |
| Seongnam Ilhwa Chunma | 6    | 3  | 2  | 0  | 1  | 3  | 2  | +1   |
| Beşiktaş              | 4    | 3  | 1  | 1  | 1  | 5  | 5  | 0    |
| Kaizer Chiefs         | 1    | 3  | 0  | 1  | 2  | 2  | 5  | -3   |

| 15 de julio de 2003, 19:00 | Seongnam Ilhwa Chunma           | 2:1 (1:1) | Beşiktaş   | Estadio Mundialista de Seúl, Seúl |  |
|                            | Drakulić 7' · Kim Dae-Eui 90+2' |           | Kaloğlu 5' |                                   |  |

| 15 de julio de 2003, 19:00 | Kaizer Chiefs | 0:2 (0:2) | Olympique de Lyon  | Estadio Mundialista de Daejeon, Seúl |  |
|                            |               |           | Bergougnoux 3' 14' |                                      |  |

| 17 de julio de 2003, 19:00 | Seongnam Ilhwa Chunma | 1:0 (1:0) | Kaizer Chiefs | Estadio Mundialista de Suwon, Suwon |  |
|                            | Kim Do-Hoon 18'       |           |               |                                     |  |

| 17 de julio de 2003, 19:00 | Olympique de Lyon | 1:2 (0:0) | Beşiktaş              | Estadio Mundialista de Ulsan, Ulsan |  |
|                            | Luyindula 74'     |           | Pancu 46' · Ahmet 86' |                                     |  |

| 19 de julio de 2003, 19:00 | Beşiktaş                | 2:2 (0:0) | Kaizer Chiefs            | Estadio Asiad de Busan, Busan |  |
|                            | Guiaro 52' · Yalçın 65' |           | Musasa 57' · Moshoeu 72' |                               |  |

| 19 de julio de 2003, 19:00 | Olympique de Lyon | 1:0 (1:0) | Seongnam Ilhwa Chunma | Estadio Mundialista de Jeonju, Jeonju |  |
|                            | Govou 7'          |           |                       |                                       |  |

#### Grupo B
| Equipo             | Pts. | PJ | PG | PE | PP | GF | GC | Dif. |
| ------------------ | ---- | -- | -- | -- | -- | -- | -- | ---- |
| PSV Eindhoven      | 6    | 3  | 2  | 0  | 1  | 9  | 6  | +3   |
| Nacional           | 4    | 3  | 1  | 1  | 1  | 3  | 2  | +1   |
| 1860 Múnich        | 4    | 3  | 1  | 1  | 1  | 3  | 4  | -1   |
| Los Angeles Galaxy | 2    | 3  | 0  | 2  | 1  | 1  | 4  | -3   |

| 16 de julio de 2003, 19:00 | 1860 Múnich            | 2:4 (1:0) | PSV Eindhoven                                             | Estadio Asiad, Busan |  |
|                            | Schroth 9' · Kioyo 80' |           | Park Ji-Sung 49' · Kežman 62' · Ooijer 88' · Robben 90+3' |                      |  |

| 16 de julio de 2003, 21:15 | Los Angeles Galaxy | 0:0 | Nacional | Estadio Mundialista, Jeonju |  |

| 18 de julio de 2003, 20:30 | Nacional                            | 3:1 (2:1) | PSV Eindhoven | Estadio Mundialista, Seúl |  |
|                            | Scotti 29' · Munúa 42' · Eguren 90' |           | Robben 28'    |                           |  |

| 18 de julio de 2003, 19:00 | 1860 Múnich | 0:0 | Los Angeles Galaxy | Estadio Mundialista, Daejeon |  |

| 20 de julio de 2003, 19:00 | PSV Eindhoven                                                                 | 4:1 (2:1) | Los Angeles Galaxy | Estadio Mundialista, Suwon |  |
|                            | Park Ji-Sung 2' · Vennegoor of Hesselink 5' · J. de Jong 56' · van Bommel 79' |           | Pineda 16'         |                            |  |

| 20 de julio de 2003, 19:00 | Nacional | 0:1 (0:0) | 1860 Múnich | Estadio Mundialista, Ulsan |  |
|                            |          |           | Schroth 66' |                            |  |

## Final
| 22 de julio de 2003, 19:00 | Olympique de Lyon | 0:1 (0:1) | PSV Eindhoven  | Estadio Mundialista, Seúl |  |
|                            |                   |           | van Bommel 23' |                           |  |

Campeón

PSV Eindhoven
1° título